# Stelis exquisita
Stelis exquisita är en orkidéart som beskrevs av Carlyle August Luer. Stelis exquisita ingår i släktet Stelis och familjen orkidéer. Inga underarter finns listade i Catalogue of Life.